# Gorgone interpenens
Gorgone interpenens är en fjärilsart som beskrevs av Walker 1858. Gorgone interpenens ingår i släktet Gorgone och familjen nattflyn. Inga underarter finns listade i Catalogue of Life.